# 173086 Nireus
173086 Nireus este o planetă minoră (asteroid), cu un diametru de 15,513 km, din Asteroid troian al lui Jupiter. A fost descoperită pe 8 septembrie 2007 la Jura-Observatorium⁠(d) de Michel Ory⁠(d) și a fost numită după Nireus⁠(d). 
Obiectul prezintă o orbită caracterizată de o semiaxă mare de 5,1493514937018 UAi, o excentricitate de 0,096, o înclinație de 17,5 ° în raport cu ecliptica.